# Paulinus de Saint Bartholomé
Paulinus de Saint Bartholomé, né Johann Philipp Wesdin (1748-1806), est un carme autrichien missionnaire en Inde, orientaliste et auteur de nombreux ouvrages de linguistique. Paulinius est connu sous de nombreux noms différents, issus de diverses traductions et adaptations de son nom religieux ou de son nom de naissance.
Paulinus est l'auteur du premier livre de grammaire de sanskrit publié en Europe, ainsi que de nombreux récits de voyages ou décrivant les Indes au XVIIIe siècle.

## Biographie
Johann Philipp Wesdin est né le 25 avril 1748 à Hof am Leithaberge en Basse-Autriche dans une famille de paysans. À l'âge de 20 ans, il entre dans l'Ordre du Carmel et prend le nom de Paulinus de Saint Bartholomé. Il étudie la théologie et la philosophie à Prague. Il se rend à Rome pour étudier au séminaire des missions, puis il entre au Collège de Saint Pancrace pour faire des études d'orientalisme. Il devient polyglotte, parlant un grand nombre de langues (allemand, latin, grec, hébreu, hongrois, italien, portugais, anglais).
Il est envoyé comme missionnaire en 1774 en Inde dans le Malabar. Il y reste durant 14 années, apprenant le sanskrit dont il publiera une grammaire en Europe mais également le malayalam et quelques autres langues indiennes. En Inde, il est nommé vicaire général pour l'Ordre du Carmel et visiteur apostolique.
Dans le Kerala, il est connu sous le nom de Paulinus Paathiri.
Il est l'un des premiers linguistes à avoir relevé la similarité entre le sanskrit et les langues indo-européennes, (le premier étant probablement le père jésuite Thomas Stephens). Après lui, d'autre linguistes comme William Jones ou Gaston-Laurent Cœurdoux feront le même constat.
En 1789, il est rappelé à Rome pour rendre compte de l'état d'avancement de sa mission en Hindoustan. Il est également chargé de l'édition de livres (pour corriger les catéchismes et livres à destination des missionnaires imprimés à Rome). En raison des troubles politiques liés à la révolution française, il reste à Vienne de 1798 à 1800.
À Rome, il entre en contact avec le cardinal Stefano Borgia, secrétaire du département Propaganda Fide (le cardinal est un antiquaire savant qui avait mis en place dans sa ville natale de Velletri, le Museo Borgiano). Le cardinal Borgia nomme Paulinus comme secrétaire privé et finance la publication de nombreux volumes d'indologie, parmi lesquels la première grammaire européenne de la langue sanskrite publiée à Rome en 1790 (Sidharubam seu Gramatica Samscrdamica). Paulinus écrit également, en italien, un long essai sur l'Inde (Viaggio alle Indie Orientali) qui a été traduit dans les principales langues européennes.
En 1800, le pape Pie VII le nomme conseiller de la Congrégation de l'Index et inspecteur des études du Collège pontifical. Paulinus écrit un récit de ses voyages, traduit en français, sous le titre Voyage aux Indes Orientales, publié à Paris en 1808 (en 3 volumes).
Alors qu'il se trouve en Europe, il découvre le travail réalisé par le prêtre jésuite Johann Ernst Hanxleden, avant lui en Inde (Arnos Paathiri). Il diffuse plusieurs livres d'Hanxleden en Europe, écrit à son sujet et le cite abondamment dans ses propres mémoires.
Paulinus écrit une biographie du cardinal Borgia, après sa mort à Lyon (le cardinal accompagnait le pape Pie VII qui se rendait à Paris voir Napoléon Ier),.
Il décède à Rome le 7 janvier 1806.

### Biographies

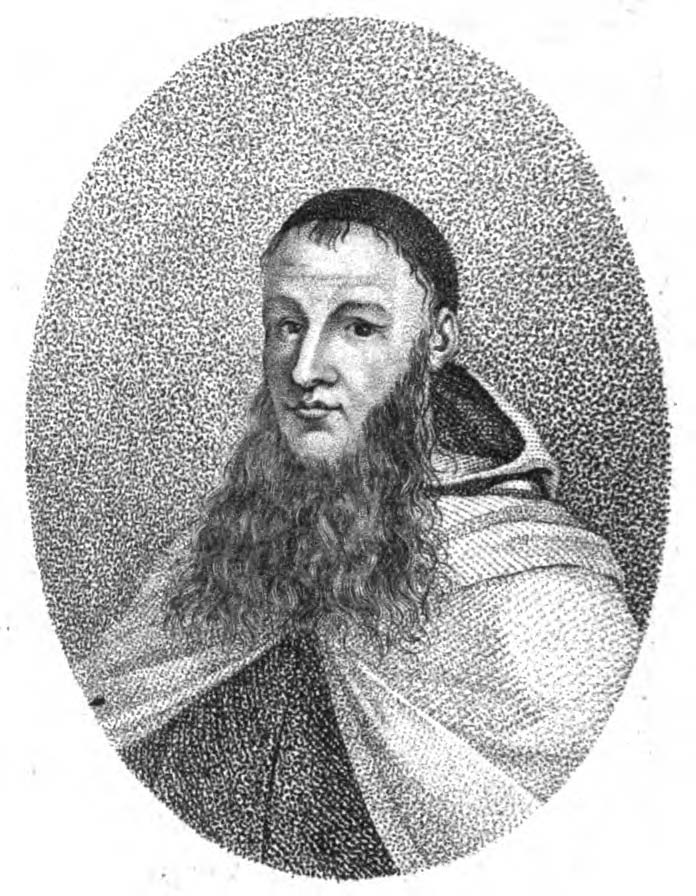
Gravure représentant Paulinus de Saint Bartholomé (1809).

- (en) Livarius Oliger, « Paulinus a S. Bartholomaeo », Catholic Encyclopedia,‎ 1913 (lire en ligne).
- (la) Giuseppe Barone, Vita, precursori ed opere del P. Paolino da S. Bartolommeo (Filippo Werdin) : contributo alla storia degli studi orientali in Europa, Naples, 1888, 246 p. (lire en ligne).
- (de) Max von Heimbucher, Die Orden und Kongregationen der katholischen Kirche, Paderborn, Schoningh, 1907, 2e éd., p. 568-569.

### Ouvrages rédigés par Paulinus

#### Publications originales
Paulinus a écrit de nombreux ouvrages sur l'Orient, dont le premier ouvrage de grammaire sanskrite imprimé en Europe. Parmi ces publications, nous avons :
- (la) Paulino a S. Bartholomeo, Sidharubam seu Grammatica Samscrdamica. Siddarupam. Cui accedit Dissertatio historico-critica in linguam Samscrdamicam vulgo Samscret dictam, in qua huius linguae exsistentia, origo, praestantia, antiquitas, extensio, maternitas ostenditur, libri aliqui ea exarati critice recensentur, & simul aliquae antiquissimae gentilium orationes liturgicae paucis attinguntur, & explicantur, Rome, ex typographia Sacrae Congregationis de Propaganda Fide, 1790. Réédité à Rome en 1799 sous le même titre. Une autre édition a été publiée sous le titre Vyacarana seu Locupletissima Samscrdamicae linguae institutio... (Rome, 1804).
- (la) Fra Paullinus a S. Bartholomeo, Systema brahmanicum liturgicum, mythologicum, civile, ex monumentis indicis musei Borgiani Velitris dissertationibus historico-criticis illustratum, Rome, Apud Antonium Fulgonium, 1791, 385 p. (lire en ligne). Ouvrage traduit en allemand (Gotha, 1797);
- (la) Paulino a S. Bartholomeo, Examen historico-criticum codicum indicorum, Rome, Bibliothecae sacrae congregationis de propaganda fide, 1792, 80 p. (lire en ligne).
- (la) Paulino a S. Bartholomeo, Musei Borgiani Velitris codices manuscripti Avenses Peguani Siamici Malabarici Indostani animadversionibus historico-criticis castigati et illustrati accedunt monumenta inedita, et cosmogonia Indico-Tibetana, Rome, apud Antonium Fugonium, 1793, 266 p. (lire en ligne).
- (la) Paulino a S. Bartholomeo, Musei Borgiani Velitris codices manuscripti avensis Peguani, Siamici, Malabarici, Indostani, animad-versionibus accedunt monumenta inedita et Cosmogonia Indico-Tebetaria, Rome, 1793.
- (la) Paulino a S. Bartholomeo, India orientalis christiana : continens fundationes ecclesiarum, seriem episcoporum, Missiones, Schismata, Persecutiones, Reges, Viros illustres, Typis Salomonianis, 1794, 280 p. (lire en ligne). Cet ouvrage comporte un important recueil historique des missions en Inde, ainsi qu'un travail linguistique et de l'histoire de l’Église.
- (la) Paulino a S. Bartholomeo, Viaggio alle Indie orientali : Umiliato alla Santida di N.S. Papa Pio Sesto Pontefice Massimo, Rome, Presso antonio fulgoni, 1796, 404 p. (lire en ligne). Traduit en allemand par Forster (Berlin, 1798). Traduit en français et publié à Paris en 1808.
- (la) Paulinus a S. Bartholomaeo, Amarasinha : Sectio prima de caelo ex tribus ineditis codicibus indicis manuscriptis curante P. Paulino a S. Bartholomaeo, apud Antonium Fulgonium, 1798, 60 p. (lire en ligne).
- (la) Paulino a S. Bartholomeo, Monumenti indici del Museo Naniano illustrati dal P. Paolino da S. Bartolomeo, Padoue, Stamperia del Seminario, 1799 (lire en ligne).
- (la) Paulino a S. Bartholomeo, Mumiographia Musei Obiciani exarata a P. Paulino a S.Bartholomaeo carmelita discalceato, Patavii, ex Typographia Seminarii, 1799, 65 p. (lire en ligne).
- (la) Paulino a S. Bartholomeo, De manuscriptis codicibus indicis R. P. Joan Ernesti Hanxleden epistola ad. R. P. Alexium Mariam A. S. Joseph Carmelitam excalceatum, Vienne, 1799.
- (la) Paulino a S. Bartholomeo, Jornandis vindiciae de Var Hunnorum, Rome, Apud Antonium Fulgonium, 1800, 12 p. (lire en ligne).
- (la) Paulino a S. Bartholomeo, De basilica S. Pancratii M. Christi disquisitio, Rome, apud Antonium Fulgonium, 1803, 48 p. (lire en ligne).
- (la) Paulino a S. Bartholomeo, Vitae synopsis Stephani Borgiae S.R.E. cardinalis amplissimi S. Congr. De Propaganda fide praefecti curante, Rome, apud Antonium Fulgonium, 1805.

#### Rééditions ou traductions
- (la) Paulino a S. Bartholomeo, Vyacarana seu Locupletissima Samscrdamicae linguae institutio in usum Fidei praeconum in India Orientali, et virorum litteratorum in Europa adornata, Rome, typis S. Congreg. de Propag. Fide, 1804, 333 p. (lire en ligne). Réédition de l'ouvrage Sidharubam seu Grammatica Samscrdamica (Rome, 1790).
- Paulinus de Saint Bartholomé, Voyage aux Indes Orientales, vol. 1, Paris, 1808, 500 p. (lire en ligne). (table des matières et illustrations à lire en ligne).
- Paulinus de Saint Bartholomé, Voyage aux Indes Orientales, vol. 2, Paris, 1808, 558 p. (lire en ligne).
- Paulinus de Saint Bartholomé, Voyage aux Indes Orientales, par le p. Paulin de S. Barthelemy, missionnaire : traduit de l'italien ... avec les observations de Mm. Anquetil du Perron, J. R. Forster et Silvestre de Sacy; et une dissertation de M. Anquetil sur la propriété, vol. 3, Paris, 1808, 508 p. (lire en ligne).
- (la) Paulino a S. Bartholomeo, Notitia topographica, civilis, politica, religiosa missionis Malabaricae ad finem saeculi 18. : auctore r. P. Paulino a S. Bartholomaeo, O. C. D, Rome, apud Curiam generalitiam, Tip. A. Manuzio, 1937.
- (en) Paulinus a S. Bartholomaeo, Dissertation on the Sanskrit language, John Benjamins Publishing Company, coll. « Studies in the History of the Language Sciences », janvier 1977, 252 p. (ISBN 978-90-272-0953-5, lire en ligne). Une réédition de la version latine originale, publiée en 1790, avec une introduction et une traduction complète en anglais et un index des sources par Ludo Rocher, Amsterdam, J. Benjamin, 1977.

## Sources
- (en) Cet article est partiellement ou en totalité issu de l’article de Wikipédia en anglais intitulé « Paulinus of St. Bartholomew » (voir la liste des auteurs).